# Теквондо клуб Црвена звезда
Теквондо клуб Црвена звезда је теквондо клуб из Београда. Клуб је део Спортског друштва Црвена звезда од 30. јануара 1996. године.

## Историја
Клуб је основан у децембру 1994. године захваљујући Борису Кривокапићу. Од оснивања клуба пажња се поклања раду са млађим категоријама - негују се обе дисциплине теквондоа (борбе и форме) и вештина самоодбране (хапкикван).
Теквондо клуб Црвена звезда је освојио шест титула екипног првака државе (четири титуле у формама и две титуле у борбама).
Најпознатији и најуспешнији такмичари који су бранили боје клуба су: Дубравка Јовановић, Филанти Агелаку, Јелена Антонијевић, Ирена Јовановић, Невенка Жалац, Мирослав Шалварица и Ведран Ристић.